# Gouvernement Rueda I
Pour les articles homonymes, voir gouvernement Rueda.
Galice
Feijóo IV Rueda II
Le gouvernement Rueda I (en espagnol : Primer Gobierno Rueda, en galicien : Primeiro Goberno Rueda) est le gouvernement autonome de Galice entre le 16 mai 2022 et le 14 avril 2024, sous la XIe législature du Parlement.
Il est dirigé par le conservateur Alfonso Rueda et formé à la suite de la démission d'Alberto Núñez Feijóo. Il succède au gouvernement Feijóo IV. Il cède le pouvoir au gouvernement Rueda II.

## Historique du mandat
Ce gouvernement est dirigé par le nouveau président de la Junte de Galice conservateur Alfonso Rueda, précédemment premier vice-président et conseiller à la Présidence. Il est constitué et soutenu par le Parti populaire (PP). Seul, il dispose de 42 députés sur 75, soit 56 % des sièges du Parlement.
Il est formé à la suite de la démission d'Alberto Núñez Feijóo, au pouvoir depuis 2009.
Il succède donc au gouvernement Feijóo IV, également constitué et soutenu par le seul Parti populaire.

### Formation
Le 2 avril 2022, Alberto Núñez Feijóo est élu président du Parti populaire à la suite d'une importante et inédite crise interne. Afin de se consacrer à ce nouvel engagement politique national, il remet sa démission de la présidence de la Junte le 29 avril suivant et expédie les affaires courantes.
Le président du Parlement de Galice Miguel Ángel Santalices indique le 2 mai — à la suite de ses consultations avec les groupes parlementaires — qu'il propose la candidature d'Alfonso Rueda présidence de la Junte, ayant constaté qu'il dispose du plus grand nombre de soutiens parmi les parlementaires, et qu'il convoque le débat pour son investiture les 10 et 12 mai. Le 12 mai, Alfonso Rueda remporte la confiance des députés par 41 voix pour et 33 contre. Il prête serment deux jours après son investiture.
Son exécutif entre en fonction le 16 mai, comptant plusieurs changements de dénomination des portefeuilles, la nomination de Diego Calvo (es) aux fonctions précédemment exercées par Rueda, et la promotion de Francisco Conde (es) comme premier vice-président.

### Évolution
En raison de la candidature de deux conseillers aux élections générales anticipées du 23 juillet 2023 sur les listes du Parti populaire, Francisco Conde et Rosa Quintana (es), le président Alfonso Rueda est contraint de procéder à un remaniement gouvernemental, qu'il dévoile 13 juin. Il promeut Diego Calvo premier vice-président et Ángeles Vázquez (es) seconde vice-présidente, nomme María Jesús Lorenzana (gl), précédemment conseillère à l'Emploi, comme conseillère à l'Économie à la suite de Francisco Conde. Celle-ci est donc remplacée par Elena Rivo, universitaire, tandis que l'ancien maire de Cervo, Alfonso Villares (gl), prend la succession de Rosa Quintana comme conseiller à la Mer. Les membres mutés ou nommés au sein de l'exécutif sont assermentés et entrent en fonction deux jours plus tard.

### Succession
Alfonso Rueda annonce le 21 décembre 2023, à la suite d'une réunion extraordinaire du Conseil de la Junte, qu'il convoque les prochaines élections régionales au 18 février 2024, bien que le terme naturel de la législature lui permette d'attendre jusqu'en juillet.
Au cours du scrutin, le Parti populaire remporte pour la cinquième fois consécutive la majorité absolue des sièges, tandis que la forte hausse du Bloc nationaliste galicien (BNG) entraîne l'effondrement historique du Parti socialiste (PSdeG-PSOE). Le 2 avril, le président du Parlement Miguel Ángel Santalices indique son intention de proposer formellement Alfonso Rueda comme candidat à l'investiture des députés.

## Composition

### Initiale (16 mai 2022)
- Par rapport au gouvernement Feijóo IV, les nouveaux conseillers sont indiqués en gras, ceux ayant changé d'attributions le sont en italique.

| Fonction                                                                                             | Titulaire | Titulaire                         | Parti |
| --- | --------- | --------------------------------- | ----- |
| Président de la Junte                                                                                |           | Alfonso Rueda Valenzuela          | PP    |
| Premier vice-président Conseiller à l'Économie, à l'Industrie et à l'Innovation                      |           | Francisco José Conde López (es)   | PP    |
| Second vice-président Conseiller à la Présidence, à la Justice et aux Sports                         |           | Diego Calvo Pouso (es)            | PP    |
| Conseiller aux Finances et aux Administrations publiques                                             |           | Miguel Corgos López-Prado (gl)    | PP    |
| Conseillère à l'Environnement, au Territoire et au Logement                                          |           | Ángeles Vázquez Mejuto (es)       | PP    |
| Conseillère aux Infrastructures et à la Mobilité                                                     |           | Ethel María Vázquez Mourelle (gl) | PP    |
| Conseiller à la Culture, à l'Éducation, à la Formation professionnelle et à l'Enseignement supérieur |           | Román Rodríguez González (es)     | PP    |
| Conseillère à la Promotion de l'emploi et à l'Égalité                                                |           | María Jesús Lorenzana Somoza (gl) | Sans  |
| Conseiller à la Santé                                                                                |           | Julio García Comesaña (gl)        | Sans  |
| Conseillère à la Politique sociale et à la Jeunesse                                                  |           | Fabiola García Martínez (gl)      | PP    |
| Conseiller au Monde rural                                                                            |           | José González Vázquez (gl)        | PP    |
| Conseillère à la Mer                                                                                 |           | Rosa Quintana Carballo (es)       | PP    |

### Remaniement du 15 juin 2023
- Par rapport à la composition précédente, les nouveaux conseillers sont indiqués en gras, ceux ayant changé d'attributions le sont en italique.

| Fonction                                                                                             | Titulaire | Titulaire                                               | Parti |
| --- | --------- | ------------------------------------------------------- | ----- |
| Président de la Junte                                                                                |           | Alfonso Rueda Valenzuela                                | PP    |
| Premier vice-président Conseiller à la Présidence, à la Justice et aux Sports                        |           | Diego Calvo Pouso (es)                                  | PP    |
| Seconde vice-présidente Conseillère à l'Environnement, au Territoire et au Logement                  |           | Ángeles Vázquez Mejuto (es)                             | PP    |
| Conseiller aux Finances et aux Administrations publiques                                             |           | Miguel Corgos López-Prado (gl)                          | PP    |
| Conseillère aux Infrastructures et à la Mobilité                                                     |           | Ethel María Vázquez Mourelle (gl) (jusqu'au 18/03/2024) | PP    |
| Conseillère à l'Économie, à l'Industrie et à l'Innovation                                            |           | María Jesús Lorenzana Somoza (gl)                       | Sans  |
| Conseiller à la Culture, à l'Éducation, à la Formation professionnelle et à l'Enseignement supérieur |           | Román Rodríguez González (es)                           | PP    |
| Conseillère à la Politique sociale et à la Jeunesse                                                  |           | Fabiola García Martínez (gl)                            | PP    |
| Conseiller à la Santé                                                                                |           | Julio García Comesaña (gl)                              | Sans  |
| Conseillère à la Promotion de l'emploi et à l'Égalité                                                |           | Elena Rivo López (gl)                                   | Sans  |
| Conseiller au Monde rural                                                                            |           | José González Vázquez (gl)                              | PP    |
| Conseiller à la Mer                                                                                  |           | Alfonso Villares Bermúdez (gl)                          | PP    |